# Бакунець Степан Сидорович
Степан Сидорович Бакунець (справжнє ім'я — Олександр Шмалюх, псевдо — «Грушка», «Качан», 27 серпня 1925, Тинне, сьогодні Рівненська область — 3 січня 2020, Кураш, Рівненська область) — учасник української національно-визвольної боротьби, вояк УПА, політичний в'язень.
У лавах УПА воював із серпня 1943 року до травня 1944 року в сотні (згодом курені) Никона Семенюка («Яреми») як рядовий стрілець, ройовий, санітар.

## Життєпис
Народився 27 серпня 1925 року в селі Тинне, що на Рівненщині, був одним із п'яти дітей у небагатій українській родині. Закінчив три класи польської школи. Ще змалечку мусив працювати по господарству, бо батько тяжко захворів. Восени 1939 року під час бою між радянськими та польськими військами від снаряда повністю згоріла їхня оселя і вони переїхали в порожню польську хату на хуторі Нетуша поблизу села.
1942 року німці відправили Олександра до Рівного, звідки разом з іншою молоддю мали відправити в Німеччину на роботу, проте юнаку вдалося втекти.
У жовтні 1942 року на хуторі Нетуша був організований вишкільний табір для старшин майбутніх боївок ОУН (б) під назвою «Холодний Яр», який діяв до січня 1943 року. 11-19 січня 1943 року на хуторі відбулися збори вишколу, на яких тоді 17-річний Олександр вирішив долучитися до українського підпілля й спочатку отримав псевдо «Качан», пізніше під час перереєстрації — «Грушка». Таким чином Шмалюх став стрільцем першої сотні Української повстанської армії, очолюваної Григорієм Перегіняком.

### Участь в УПА
19 січня 1943 року Олександр у складі загону Григорія Перегіняка покинув Тинне і невдовзі в городецькому лісі вступив у перший бій, під час якого упівці напали на німецький загін, який грабував населення. Внаслідок бою були вбиті два полковники, два підполковники (гебітскомісар Сарн та два його заступники) і повернуте награбоване майно.
Згодом 22 січня 1943 року юнак разом з іншими членами загону взяв участь у великому з'їзді українських націоналістів на хуторі Рокита поблизу села Поляна, на якому було ухвалене рішення вести боротьбу як проти німецької влади, так і проти більшовиків, а Шмалюх склав присягу.
У ніч з 7 на 8 лютого 1943 року став учасником першого бою УПА проти німців та «власівців», котрий відбувся в містечку Володимирець. Наслідком бою стало вибиття німців з міста і звільнення заручників з німецької комендатури.
Далі повстанський загін вирушив у напрямку села Золоте (сьогодні Дубровицький район). 22 лютого 1943 року, коли сам загін перебував поблизу села Смородськ, внаслідок нападу німців загинув командир повстанців, Григорій Перегіняк, після чого сотня отримала наказ повернулися назад на Сарненщину.
Загін повернувся до Тинного, а згодом вирушив до села Бовші (Березнівський район). Весною 1943 року переправились через річку Горинь і біля станцій Антонівка та Немовичі вступили в декілька сутичок з німцями. У 1943 році сотня також взяла участь у бою проти польських збройних формувань у колонії Гута-Степанська.
У березні 1944 року біля Костополя відбувся триденний з'їзд націоналістичного керівництва Рівненської області, який Шмалюк відвідав як охоронець свого командира Никона Семенюка («Яреми»). Згодом упівці вступили в низку боїв з військами НКВС. Зокрема, Шмалюх брав участь у бою з військами НКВС біля річки Бобер у Березнівському районі.

### Арешт і покарання
1944 року, під час відвідин батьківської хати, натрапив на засідку НКВС та був заарештований. Тоді й назвався Степаном (на честь Степана Бандери) Бакунцем, аби захистити від переслідувань свою родину. У 1945 році отримав вирок — 10 років ув'язнення за «антирадянську пропаганду та агітацію». Покарання відбував у в'язницях Рівного та Києва, згодом — в таборах Казахстану (Алма-Ата), Байкал-строй, з 1948 року — Колими. Працював на будівництві Актюбинської теплової станції та на золотій рудні в селищі імені Бєлова у Магаданській області (сьогодні Росія). На заслані познайомився з майбутньою дружиною Ганною, також політичною ув'язненою та учасницею української національно-визвольної боротьби.

### Повернення
24 квітня 1952 року звільнений із заслання. Оскільки повертатися до Тинного йому більше не було можливості, Бакунець разом з Ганною поселився в селі Кураш, з якого була Ганна. Працював мельником і механізатором. У 1976 році родина пошила синьо-жовтий прапор, котрий довгі роки зберігала як реліквію.

### Часи незалежности України
У 2012 році допитаний прокуратурою України на запит Генеральної Прокуратури Республіки Польща в рамках кримінальної справи на підставі тверджень польського історика Ґжеґожа Мотики. На думку цього дослідника, відділ Григорія Перегіняка брав участь у нападі на польську колонію Парослю в лютому 1943 року. Втім, Бакунець заперечив ці звинувачення.
У серпні 2013 року, напередодні Дня Незалежності України, над оселею Бакунців замайорів пошитий у 1976 році український прапор, один з найстаріших прапорів України. 20 серпня 2017 року вступив до ВО «Свобода».
Помер 3 січня 2020 року в селі Кураш. Похований там само 4 січня о 12:00. Поховання відвідали представники районної влади, учасники війни на сході України, громадські активісти і мешканці найближчих районів.
Бакунець до останніх днів доглядав за могилою воїнів УПА в селі Кураш, де проживав, та опікувався могилою свого командира, Григорія Перегіняка.

## Родина
Дружина — Ганна (Анна), до шлюбу Корень, зв'язкова УПА, політична ув'язнена, народилася в селі Кураш, померла 1993 року. Родина мала двох доньок, дев'ятеро онуків, 16 правнуків та праправнука. Дочки по батькові записані Степанівними. Син Микола помер маленьким.
Батько — Олександр Минович Шмалюх, мати — Федора. Мав молодших братів Івана, Михайла, Миколу та сестру Анну.

## Нагороди
- Орден «За заслуги» (Україна) III ступеня (22 січня 2019)[13][1][14][9]